# Ticherra
Ticherra is een geslacht van vlinders van de familie Lycaenidae, uit de onderfamilie Theclinae.

## Soorten
- T. acte (Moore, 1857)
- T. symira (Hewitson, 1967)